# كسينيا أفاناسييفا
كسينيا ديميتريفنا أفاناسييفا (بالروسية: Ксения Дмитриевна Афанасьева) هي متسابقة جمباز فني روسية ولدت في يوم 13 سبتمبر 1991 في مدينة تولا. أبرز إنجازاتها كان تحقيقها الميدالية الفضية في دورة الألعاب الأولمبية الصيفية 2012 في لندن في مسابقة الفرق مع كل من أناستازيا غريشينا وماريا باسيكا وعلياء مصطفينا وفيكتوريا كوموفا. حققت أيضاً أربعة ميداليات في بطولات منها ميداليتين ذهبتين في الأرض ومسابقة الفرق. وقد كانت بطلة أوروبا مرتين في مسابقة الأرض. في سنة 2016 أعلنت اعتزلها بسبب إصابتها بمرض في الكبد.

## روابط خارجية
- كسينيا أفاناسييفا على موقع الاتحاد الدولي للجمباز (licence) (الإنجليزية)
- كسينيا أفاناسييفا على موقع الاتحاد الدولي للجمباز (biography) (الإنجليزية)
- كسينيا أفاناسييفا على موقع اللجنة الأولمبية الدولية (الإنجليزية)
- كسينيا أفاناسييفا على موقع أوليمبيديا (الإنجليزية)